# Justin Jules
Justin Jules (Sartrouville, Yvelines, 20 de setembro de 1986) é um ciclista profissional francês, membro da equipa NIPPO DELKO One Provence.
É filho do ciclista Pascal Jules, ganhador de uma etapa no Tour de France de 1984.
Estreou como profissional em 2011 na equipa La Pomme Marseille.
A sua principal vitória como profissional tem sido a carreira inaugural da temporada ciclista na Europa em 2013, o Grande Prêmio Ciclista la Marsellesa onde se impôs ao sprint ao também francês Samuel Dumoulin.

## Palmarés
2011
- 1 etapa do Tour de Hainan

2013
- Grande Prêmio Ciclista la Marsellesa

2014
- 1 etapa do Tour do Azerbaijão

2015
- 1 etapa da Volta a Marrocos

2016
- 1 etapa da Volta a Marrocos
- 1 etapa da Volta à Tunísia
- Grande Prêmio Stad Sint-Niklaas

2017
- 1 etapa do Tour A Provence
- 1 etapa do Volta à Normandia
- 1 etapa do Circuito de la Sarthe

2018
- 1 etapa do Circuito de la Sarthe

2019
- 1 etapa da Volta a Aragão

## Equipas
- Vélo Clube La Pomme Marseille (2011)
- Véranda Rideau-Super Ou (2012)
- La Pomme Marseillaise (2013-2014)
- Veranclassic-Ekoi (2015-2016)
- Wallonie Bruxelles (2017-2019)
  - WB Veranclassic Aqua Protect (2017)
  - WB-Aqua Protect-Veranclassic (2018)
  - Wallonie Bruxelles (2019)
- NIPPO DELKO One Provence[2] (2020)